# Jürgen Prölss
Jürgen Prölss (* 2. September 1939; † 7. Juni 2012) war ein deutscher Jurist und Hochschullehrer.

## Leben
Jürgen Prölss wurde 1966 an der Universität München promoviert. Als Spezialist für Versicherungsrecht wurde er an die Freie Universität Berlin berufen. Prölss führte den von seinem Vater, Erich Prölss, begründeten Kommentar zum Versicherungsvertragsgesetz ab der 18. Auflage mit Anton Martin, später auch mit anderen Autoren fort. Zu seinem 70. Geburtstag widmeten ihm Schüler und Kollegen eine Festschrift.
Prölss hielt nach seinem Eintritt in den Ruhestand als Professor bis zu seinem Tod Lehrveranstaltungen ab. Sein Grab befindet sich auf dem Gemeindefriedhof Rottach-Egern.

## Veröffentlichungen (Auswahl)
- Beweiserleichterungen im Schadenersatzprozess (Diss.), Beiträge zum Privat- und Wirtschaftsrecht ; H. 7, Karlsruhe 1966
- Versicherungsvertragsgesetz, begr. von Erich R. Prölss, fortgef. von Anton Martin und Jürgen Prölss, 19. u. 20. Aufl., Beck, München 1973/75, ISBN 3-406-03645-7